# Zofia (Bołotowa)
Zofia, imię świeckie Sofija Michajłowna Bołotowa, primo voto Jankowa, secondo voto Astafjewa (ur. 1845, zm. 1888) – rosyjska mniszka prawosławna, pierwsza przełożona monasteru Kazańskiej Ikony Matki Bożej i św. Ambrożego z Optiny w Szamordinie, święta prawosławna.

## Życiorys
Była córką urzędnika, radcy tytularnego, Michaiła Pawłowicza Bołotowa. Wielki wpływ na jej wychowanie i poglądy wywarła głęboko wierząca matka, Aleksandra Dmitrijewna Bołotowa. Z sześciorga dzieci Bołotowów czworo wstąpiło do monasterów: Dmitrij i Jewgienij zostali mnichami odpowiednio w Pustelni Optyńskiej i w Monasterze Lutykowskim, zaś Marija – mniszką w monasterze Świętych Borysa i Gleba w Anosinie. Sofija Bołotowa miała również starszą siostrę Warwarę, która zmarła w dzieciństwie, i młodszą Jeleną, która wyszła za mąż za szlachcica Dolinino-Iwanskiego.
W 1875 Sofija Bołotowa wyszła za mąż za Andrieja Jańkowa. Zmarł on po roku małżeństwa; trzy dni po jego pogrzebie wdowa urodziła córkę Nadieżdę. Kolejne trzy lata przeżyła w majątku rodziny w guberni tulskiej, gdzie prowadziła gospodarstwo, wychowywała córkę i opiekowała się ubogimi dziećmi. Zamierzała wyjechać do Jekaterynosławia i zamieszkać z ojcem, jednak już po sprzedaży majątku dowiedziała się o jego śmierci. Udała się wówczas do mnicha Ambrożego z Optiny po radę duchową i błogosławieństwo na wstąpienie do monasteru. Według prawosławnych źródeł Ambroży polecił jej jednak wyjść za mąż za znacznie starszego od niej Nikołaja Astafjewa. Przyszła mniszka posłuchała jego polecenia; jako żona Astafjewa nadal utrzymywała kontakt z Ambrożym. W 1884 owdowiała po raz drugi. 
W 1884, powierzywszy dziewięcioletnią córkę opiece jej matki chrzestnej, Sofija Bołotowa zgłosiła się do żyjącej według reguły mniszej wspólnoty w Szamordinie. Z rekomendacji przełożonego Pustelni Optyńskiej oraz Ambrożego z Optiny została od razu mianowana jej przełożoną. 4 września 1884 została riasoforną posłusznicą, a wkrótce później złożyła wieczyste śluby mnisze, zachowując dotychczasowe imię. Pod jej kierunkiem wspólnota szamordińska rozwijała się, prowadzona była budowa obiektów klasztornych, przyjmowane kolejne kandydatki, których w 1888 było ponad 250. Stałą opiekę duchową nad wspólnotą sprawował Ambroży z Optiny. Z inicjatywy Zofii w monasterze wzniesiono murowany sobór Kazańskiej Ikony Matki Bożej i dwie kaplice, budynki mieszkalne i gospodarskie, otwarto żłobek, przytułek dla sierot, szwalnię, pracownię ikonopisania oraz szkołę elementarną.
Zofia zmarła w 1888, zanim kierowana przez nią wspólnota otrzymała status monasteru. Nastąpiło to dopiero w 1901, gdy przełożoną klasztoru była jej następczyni, Eufrozyna (Rozowa). Została pochowana w soborze Kazańskiej Ikony Matki Bożej w kompleksie monasteru w Szamordinie.
W 1987 została ogłoszona świętą mniszką i zaliczona do Soboru Świętych Tulskich.